# Wilmer Velásquez
Wilmer Raynel Neal „Matador” Velásquez Bonilla (ur. 28 kwietnia 1972 w Teli) – honduraski piłkarz występujący na pozycji napastnika, reprezentant Hondurasu, polityk.
Po zakończeniu kariery był deputowanym do honduraskiego Kongresu Narodowego.